# Józef Śmiechowski

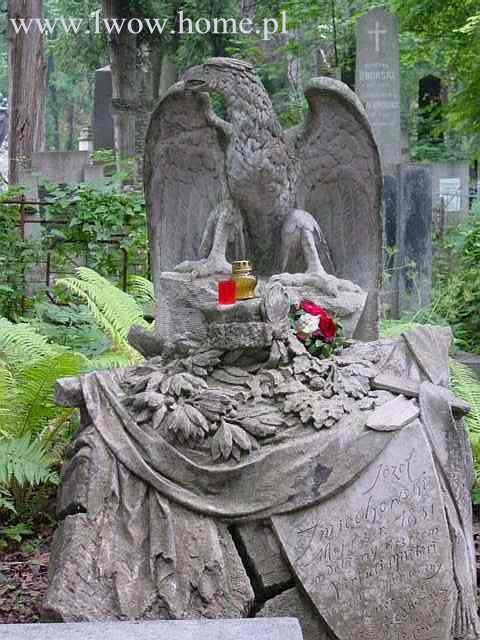
Grób gen. Józefa Śmiechowskiego (wyk. Julian Markowski)

Józef Śmiechowski (ur. 16 marca 1798, zm. 18 czerwca 1875 we Lwowie) – polski generał powstania styczniowego, uczestnik powstania listopadowego i styczniowego.
W 1820 ukończył Szkołę Podchorążych w Warszawie zostając podporucznikiem. W 1831 był majorem, po upadku powstania listopadowego wyjechał na Zachód.
Po wybuchu powstania styczniowego w 1863 mianowany przez Rząd Narodowy generałem. Odznaczony Krzyżem Virtuti Militari. W 1863 stanął na czele oddziału kosynierów, sformowanego w ziemi czerskiej we wsi Wola Prażmowska. Razem z wojskami gen. Antoniego Jeziorańskiego zajął 4 lutego 1863 Rawę. 6 lutego przeprowadził udany wypad na Lubochnię. Na czele batalionu kosynierów wziął udział w bitwie pod Małogoszczem (24 lutego) i Pieskową Skałą (4 marca). Po ogłoszeniu dyktatury Mariana Langiewicza objął dowództwo brygady piechoty. Wziął udział w bitwie pod Chrobrzem (17 marca) i pod Grochowiskami (18 marca). Po ucieczce Langiewicza do Galicji stanął na czele jego Korpusu. 21 marca poniósł klęskę w bitwie pod Igołomią i przekroczył granicę austriacką pod Czernichowem. Walczył jeszcze w lubelskim. Od 11 maja dowodził oddziałami Jeziorańskiego, poniósł klęskę w bitwie pod Hutą Krzeszowską i wycofał się do Galicji. Po powstaniu mieszkał we Lwowie.
Pochowany na cmentarzu Łyczakowskim.
Zmarli powstańcy 1863 roku zostali odznaczeni przez prezydenta RP Ignacego Mościckiego 21 stycznia 1933 roku Krzyżem Niepodległości z Mieczami.